# استری‌شدن اشتگلیش
استری‌شدن اشتگلیش یا استریفیکاسیون اشتگلیش (به انگلیسی: Steglich esterification) گونه ای از واکنش استری‌شدن با دی‌سیکلوهگزیل‌کربودی‌ایمید به عنوان یک واکنشگر جفت‌کننده و ۴-دی‌متیل‌آمینوپیریدین به عنوان یک کاتالیزور است. این واکنش اولین بار توسط ولفگانگ اشتگلیش در سال ۱۹۷۸ توصیف شد. این واکنش اقتباسی از یک روش قدیمی برای تشکیل آمیدها با استفاده از DCC (دی‌سیکلوهگزیل‌کربودی‌ایمید) و ۱-هیدروکسی‌بنزوتریازول (HOBT) است.
این واکنش به‌طور کلی در دمای اتاق انجام می‌شود و حلال مناسب آن دی‌کلرومتان است. از آنجا که واکنشی خفیف است، می‌توان استرهایی را بدست آورد که از طریق روش‌های دیگر غیرقابل دسترسی هستند، به عنوان مثال استرهای حساس ۴٬۲-دی‌هیدروکسی‌بنزوئیک اسید.

## سازوکار واکنش
سازوکار این واکنش به شرح زیر است:
با آمین‌ها، واکنش بدون مشکل به آمیدهای مربوطه منتج می‌شود، زیرا آمین‌ها هسته‌دوست‌تر هستند. اگر استری‌شدن کند باشد، یک واکنش جانبی رخ می‌دهد، که بازده نهایی را کاهش می‌دهد یا تصفیه محصول را با پیچیدگی مواجه می‌کند. این واکنش جانبی یک بازآرایی ۳٬۱ از واسطه O-آسیل به یک N-آسیل‌اوره است که قادر به واکنش بیشتر با الکل نیست. DMAP این واکنش جانبی را سرکوب می‌کند و به عنوان واکنش‌دهنده انتقال آسیل به روش زیر عمل می‌کند:

## جهت مطالعه
- B. Neises and W. Steglich, "Esterification of Carboxylic Acids with Dicyclohexylcarbodiimide/4-Dimethylaminopyridine: tert-Butyl ethyl fumarate", Org. Synth.; Coll. Vol., 7: 93 {{citation}}: Missing or empty |title= (help)
- J. Otera: Esterification. 1. Auflage, Wiley-VCH, Weinheim, 2003, شابک ‎۳-۵۲۷-۳۰۴۹۰-۸